# 한흠
한흠(韓歆, ? ~ 39년)은 현한 ~ 후한 초기의 관료로, 자는 옹군(翁君)이며, 남양군 극양현(棘陽縣) 사람이다.

## 생애
원래는 한 경시제를 섬겨 하내태수를 지냈다. 후한 광무제가 하내군으로 나아오자 동향인 잠팽과 대책을 논의했는데, 잠팽은 광무제에게 투항할 것을 권했으나 듣지 않았다. 그런데 광무제가 이미 하내군의 치소인 회현(懷縣)에 당도했다는 소식을 듣고 돌변해 광무제에게 투항했고, 원래 한흠의 계획을 안 광무제에게 주살될 뻔했지만 잠팽이 광무제에게 한흠을 용서하고 등용할 것을 권해 등우의 군사가 됐다.
등우가 적미군을 정벌할 때 군사로서 종군하여 공을 세웠고, 부양후(扶陽侯)에 봉해졌다. 패군태수로 재직하다가 건무 13년(37년) 3월, 후패의 후임으로 대사도에 임명되었다. 직언하기를 좋아하고 꺼리는 것이 없었다. 결국 광무제의 노여움을 사 건무 15년(39년) 정월에 면직되었고, 결국 아들 한영(韓嬰)과 함께 자결하였다.

## 출전
- 범엽, 《후한서》
  - 권17 풍잠가열전 중 잠팽전
  - 권26 복후송채풍조모위열전 중 후패전

| 전임 후패 | 제4대 후한의 대사도 37년 음력 3월 신미일 ~ 39년 음력 1월 신축일 | 후임 구양흡 |